# Ayurveda

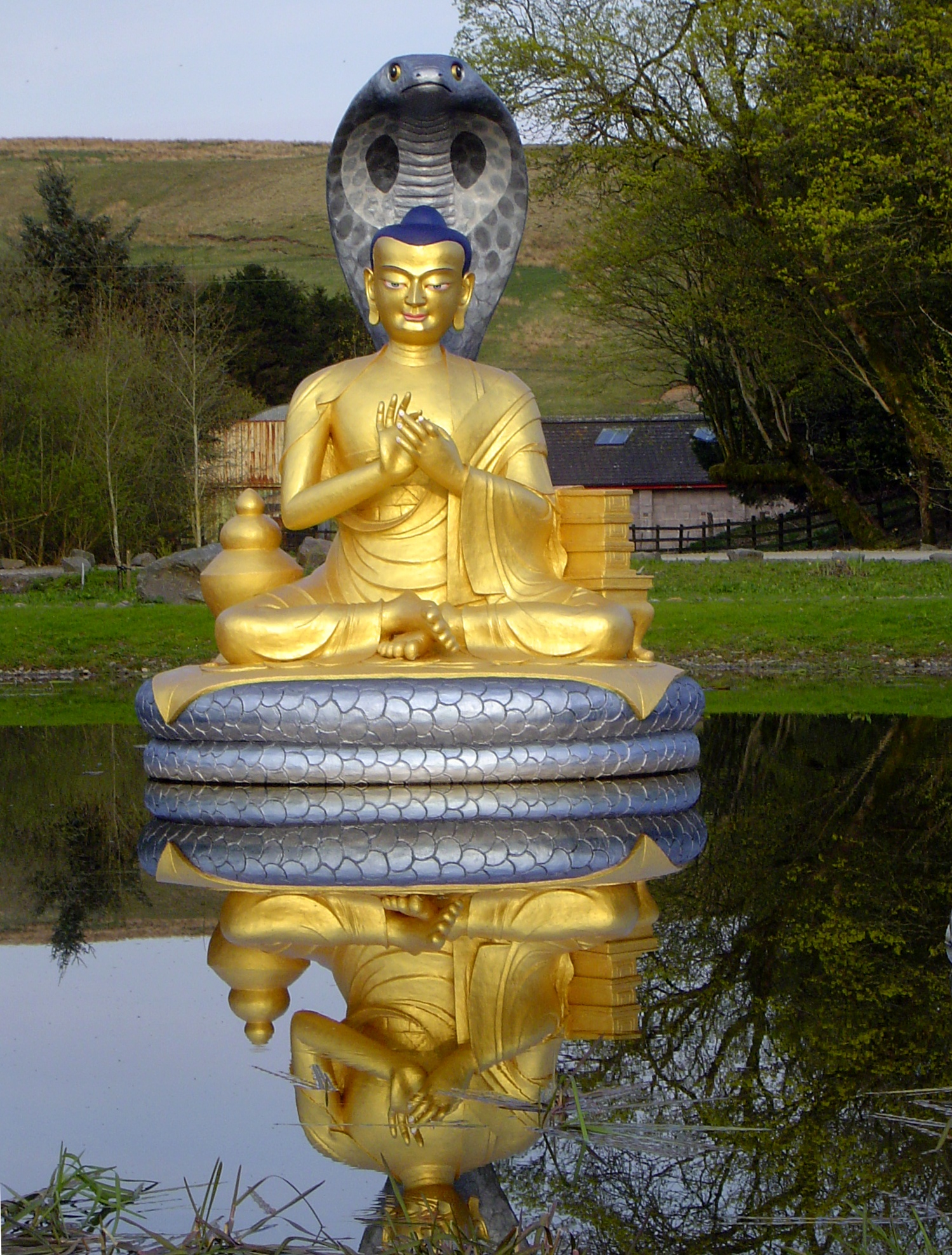
Den buddhistiske filosofen Nagarjuna var enligt traditionen en framstående herbolog, känd för att ha uppfunnit nya medel för behandling av sjukdomar.

Ayurveda (आयुर्वेद sanskrit: ayus, "liv", veda, "kunskap"), även ayurvedisk medicin, utgör en form av indisk läkekonst.  Ayurvedisk medicin betraktas som alternativmedicin; vetenskapliga belägg för att ayurvedisk medicin skulle kunna bota någon sjukdom saknas, och ayurveda är därför pseudovetenskap.

## Textkanon: Brhat-trayi (den stora triaden)
De äldsta ayurvediska texterna är Charakas Samhita och Sushrutas Samhita. 
Vagbhata, som levde i Sindh under tidigt 600-tal, utarbetade en omfattande sammanfattning av tidigare ayurvedisk teori i ett arbete benämnt Ashtanga Hridaya. Ett annat arbete benämnt Asthanga Samgraha, av samme författare, innehåller ungefär samma material, men i mindre koncis form. Det exakta förhållandet mellan dessa två verk, och ett tredje i samma genre, är alltjämt inte klarlagt. Charakas, Sushrutas och Vagbhatas arbeten anses idag som kanoniska. De kompletteras i äldre tid av Madhava som på tidigt 700-tal skrev Nidana, ett arbete i etiologi.

## Översikt

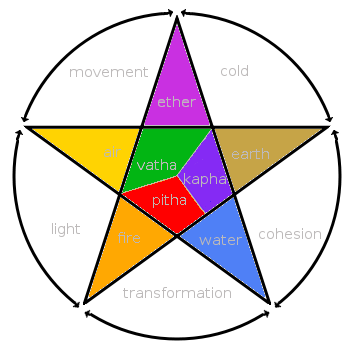
De tre doshorna och de 5 elementen som de utgår ifrån.

Ayurveda grundar sig på de "fem elementen" i Hinduismen; (devanagari : [महा] पञ्चभूत, Prithvi - (jord), Ap_ (vatten) - (vatten), Tej (eld), Vaayu (luft) och Akasha (eter)) - som alla skapar universum, inklusive människokroppen . Kylus eller plasma (som kallas Rasa dhatu), blod (Rakta dhatu), kött (mamsa dhatu), fett (Medha dhatu), ben (asthi dhatu), märg (majja dhatu) och sperma eller kvinnliga reproduktiva vävnad (shukra dhatu) påstås vara de sju främsta beståndsdelarna - saptadhatu devanagari: सप्तधातु) i kroppen . Ayurveda handlar omsorgsfullt med åtgärder av hälsosam livsstil under hela livet och dess olika faser. Ayurveda betonar en balans av tre elementära energier eller sinnesstämningar : Vata (luft och rymd - "vind"), pittha (eld och vatten - "galla") och kapha (vatten och jord - "slem"). Enligt Ayurveda verkar dessa tre principer för reglering av doshas (bokstavligen det som försämras - devanagari: त्रिदोष är viktiga för hälsan, för när de är i ett mer balanserat tillstånd, kropp kommer funktionen till fullo, och när de är obalanserade kommer organen att påverkas negativt. Ayurveda menar att varje människa besitter en unik kombination av doshas. I ayurveda uppfattas människans attribut av erfarenheter som de 20 Guna devanagari: गुण, vilket betyder kvaliteter). [källa behövs]
Bruket att Panchakarma (devanagari: पंचकर्म) påstås eliminera giftiga ämnen ur kroppen, så kallad detoxeffekt .
Inom ayurvedisk behandling finns det åtta discipliner, så kallade ashtangas  (devanagari: अष्टांग)
- Intern medicin (Kaya-chikitsa)
- Pediatrik (Kaumarabhrtyam)
- Kirurgi (Shalya-chikitsa)
- Ögon och öron-näsa-hals (Shalakya-tantra)
- Vetenskapen om demonisk besatthet (Bhuta-vidya): Har kallats psykiatri.
- Toxikologi (Agada-tantram)
- Förebyggande av sjukdomar, förbättring av immunitet och föryngring (Rasayana)
- Afrodisiaka och förbättring av hälsan hos avkomman (Vajikaranam)

## Nuvarande status

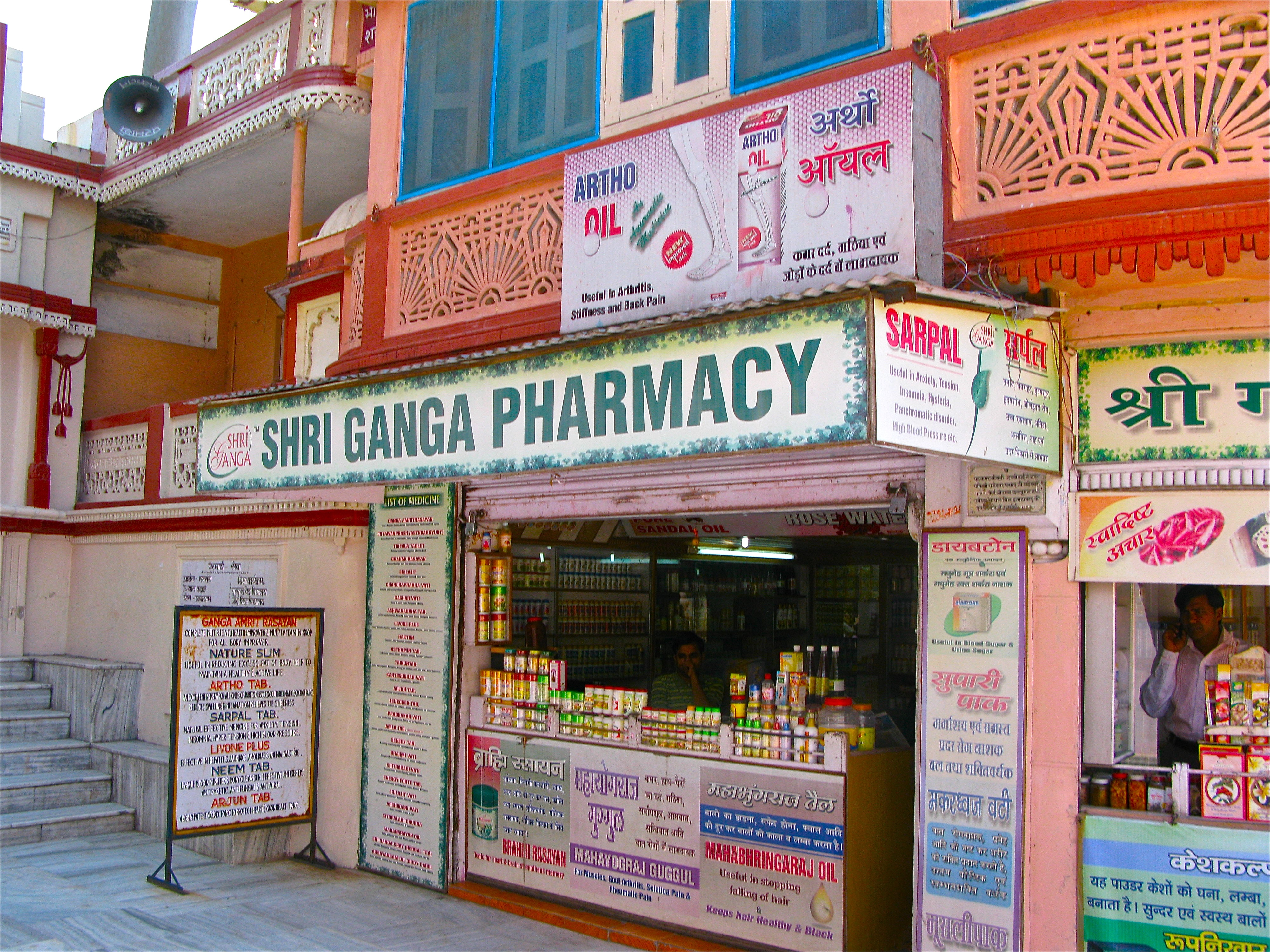
Ett typiskt ayurvediskt apotek, Rishikesh.

### I Indien
Den indiska regeringen stödjer både forskning och undervisning inom Ayurveda och hjälper att institutionalisera traditionell medicin så att det kan forskas vidare. Som exempel kan nämnas det centrala rådet för indisk medicin (CCIM) som inrättades 1971, med underavdelningar i bland annat ayurveda och yoga.

### I USA
- The Association of Ayurvedic Professionals of North America AAPNA[8]
- The National Ayurvedic Medical Association NAMA[9]
- The US National Center for Complementary and Alternative Medicine [10]
- California Association of Ayurvedic Medicine CAAM
- The National Institute of Ayurvedic Medicine NIAM[11]
- The California College of Ayurveda CCA[12]

### Tidskrifter
Tidskrifter med fokus på ämnet "ayurvedisk medicin":
- Ancient Science of Life[13]
- Theoretical and Experimental Journal of Ayurveda and Siddha
- Journal of Research & Education in Indian Medicine (JREIM),[14]
- AYU[15]
- The International Journal for Ayurveda Research[16]

## Vetenskapliga studier
Det finns inte vetenskapligt stöd för att ayurveda är effektivt, men vissa av växterna som används kan vara hälsosamma.

## Kritik mot ayurvedisk medicin
Bristande vetenskapligt stöd och en uppfattning om sjukdomars orsaker som strider mot vetenskapligt etablerad kunskap, gör att ayurvedisk medicin är pseudovetenskap.
Ett flertal preparat har visat sig innehålla tungmetaller, särskilt bly, vilket lett till allvarlig blyförgiftning hos vissa användare. I ett preparat, Ayu 69 Shaktiton, hittades år 2005 så höga halter att Läkemedelsverket vidtog åtgärder för att förhindra försäljning.
En amerikansk undersökning av ayurvediska preparat saluförda via internet år 2005 (95 % av preparaten såldes via amerikanska websiter) påvisade att en del kan innehålla halter av giftiga metaller som överstiger rekommenderat dagligt intag. 75 % av läkemedlen där höga halter påvisades hade sålts av näringsidkare som påstod sig följa "god tillverkningssed". En femtedel av ayurvediska preparat tillverkade i USA och Indien, som såldes via internet, påvisade halter av bly, kvicksilver och arsenik.
Livsmedelsverket har gjort uppföljande undersökning (2006-10-19) av bly i ayurveda-preparat och konstaterar att om man följer den föreslagna doseringen på de ayurveda-produkter som undersökts riskerar man inte att överskrida den nivå som Världshälsoorganisationen (WHO) rekommenderar. Men äter man flera olika preparat samtidigt blir givetvis intaget högre. Därtill skriver livsmedelsverket att förhållandevis låga doser bly kan medföra risker hos foster och små barn.
WHO rekommenderar att människor inte bör få i sig mer än 25 mikrogram bly per kilo kroppsvikt och vecka.
En ayurveda-utbildad man i Sverige som utgett sig för att vara läkare dömdes 2010 till fängelse för bland annat bedrägeri, efter att tingsrätten funnit att han lurat på svårt sjuka patienter verkningslösa men dyrbara behandlingar och preparat.  Mannen polisanmäldes efter att en 52-årig cancersjuk kvinna som han behandlat hade avlidit.